# Coréanologie

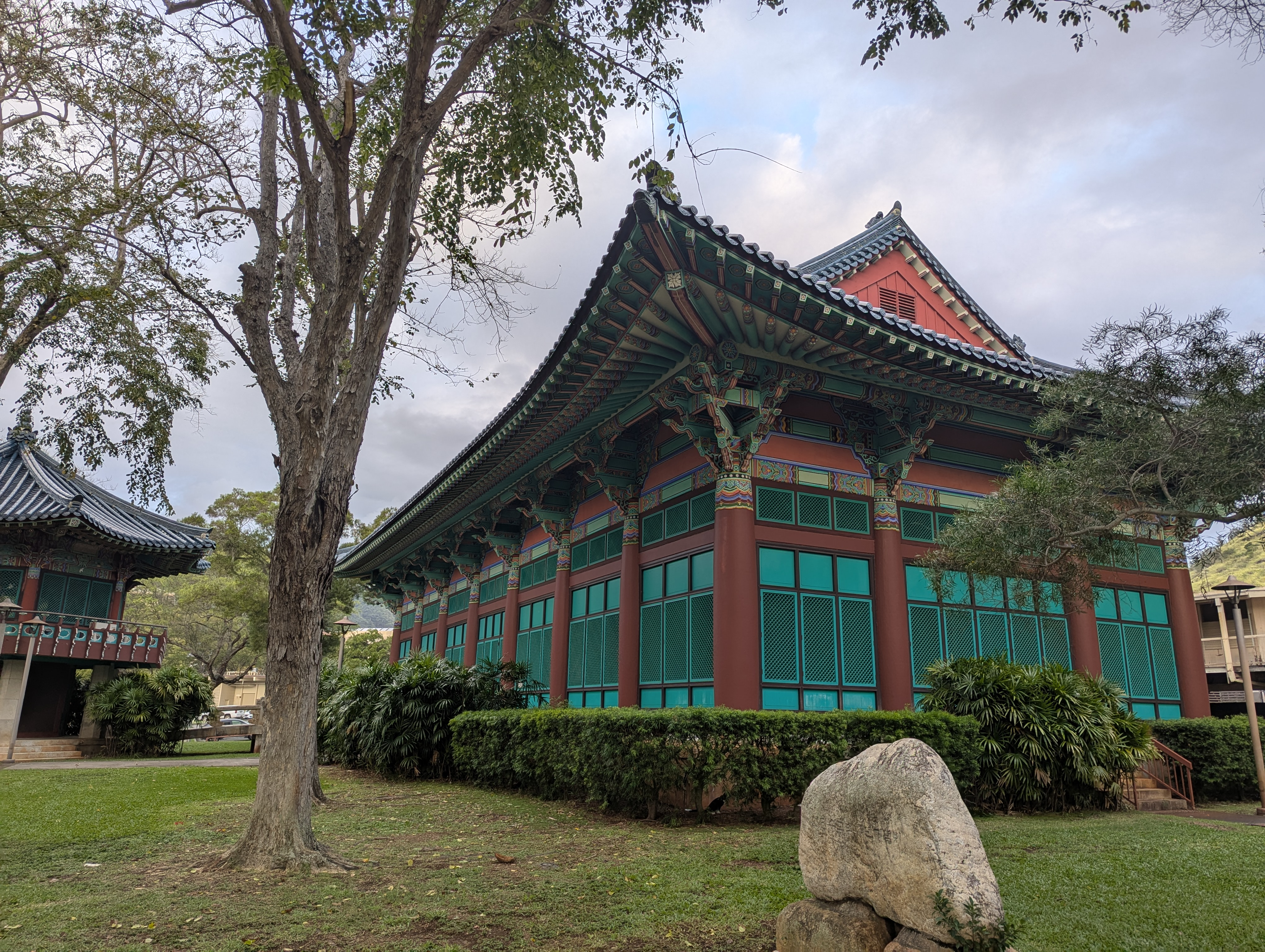
Centre d'études coréennes de l'Université d'Hawaï

Les études coréennes, parfois appelées « coréanologie », sont une discipline académique qui étudie et développe des aspects coréens uniques dans divers domaines liés à la Corée, et est étudiée dans divers domaines tels que la langue, l'histoire, la géographie, la politique, l'économie, la société et la culture. En 2020, des cours d’études coréennes étaient proposés dans 1411 universités dans 107 pays.
L'Université d'Hawaï avait déjà établi un programme d'études coréennes dans les années 1950, et le Centre d'études coréennes a été officiellement accrédité en 1972. Le Centre d'études coréennes de l'Université d'Hawaï est connu comme le plus grand centre d'études coréennes en dehors de la Corée et possède son propre bâtiment indépendant inspiré de Geunjeongjeon et Hyangwonjeong dans le palais de Gyeongbokgung.